# ピースカップ (車いすテニス)
ピースカップ（英語:Peace Cup）は広島市で1990年から2019年まで毎年10月に開催されていた車いすテニスの国際大会。国際テニス連盟公認のITF車いすテニスツアーのトーナメント大会の1つで、グレードはITF3。平和カップとも呼ばれる。
第1回大会は「平和カップイン広島・全国車いすテニス大会」として1990年に行なわれた。1994年の第5回大会において台湾やシンガポールから参加選手・役員を迎え、会場を広島広域公園テニスコートとして「平和カップイン広島・国際交流車いすテニス大会」となる。その後もマレーシア、韓国、香港、タイ、アメリカ、カナダから参加者を増やした。
2002年、国際テニス連盟の国際大会として承認されたことを受けて、名称がPeace Cupに変更された。2019年の第30回大会を最後に終了し、その後継大会として2022年度から「ひろしまへいわ杯車いすテニス大会」が開催されている。

## 歴代優勝者

### 男子シングルス
- 1990年- 中山堅治 （日本）
- 1991年- 松尾清美 （日本）
- 1992年- 岩崎満男   (日本）
- 1993年- 竹内賢治　(日本）
- 1994年- 斉田悟司   (日本）
- 1995年- 斉田悟司   (日本）
- 1996年- ジョン・クリー (アメリカ）
- 1997年- 大森康亮   (日本）
- 1998年- 斉田悟司   (日本）
- 1999年- 斉田悟司   (日本）
- 2000年- 斉田悟司   (日本）
- 2001年- 斉田悟司   (日本）
- 2002年 - イ・ハゴル（韓国）[4]
- 2003年 - 国枝慎吾（日本）
- 2004年 - イ・ハゴル（韓国）
- 2005年 - 国枝慎吾（日本）
- 2006年 - 国枝慎吾（日本）
- 2007年 - 斎田悟司（日本）
- 2008年 - 斎田悟司（日本）
- 2009年 - オ・サンホ（韓国）
- 2010年 - 斎田悟司（日本）
- 2011年 - 斎田悟司（日本）
- 2012年 - 斎田悟司（日本）
- 2013年 - 斎田悟司（日本）
- 2014年 - 斎田悟司（日本）
- 2015年 - 斎田悟司（日本）
- 2016年-  眞田 卓  （日本）
- 2017年- イ・ハゴル（韓国）
- 2018年- 鈴木康平（日本）
- 2019年- 三木拓也（日本)

### 女子シングルス
- 1990年- 大井知子　(日本）
- 1991年- 北本桂苗　(日本）
- 1992年- 大前千代子　(日本）
- 1993年- 北本桂苗　(日本）
- 1994年- 北本桂苗　(日本）
- 1995年- 北本桂苗　(日本）
- 1996年- 北本桂苗　(日本）
- 1997年- ホープ・レウェレン  (アメリカ）
- 1998年- 北本桂苗　(日本）
- 1999年- 北本桂苗　(日本）
- 2000年- 長久由桂　(カナダ）
- 2001年- 長久由桂　(カナダ）
- 2002年 - 八筬美恵（日本）
- 2003年 - サコーン・カンタシット（タイ）[5]
- 2004年 - 八筬美恵（日本）
- 2005年 - 八筬美恵（日本）
- 2006年 - ホン・ヨンスク（韓国）[6]
- 2007年 - ファン・ミュンヒ（韓国）[7]
- 2008年 - 上地結衣（日本）
- 2009年 - パク・ジュヨン（韓国）
- 2010年 - カンタシット・サコーン（タイ）
- 2011年 - 上地結衣（日本）
- 2012年 - 上地結衣（日本）
- 2013年 - 上地結衣（日本）
- 2014年 - 堂森佳南子（日本）
- 2015年 - 二條実穂（日本）
- 2016年- 堂森桂南子（日本）
- 2017年- 大谷桃子（日本）
- 2018年- 大谷桃子（日本）
- 2019年- 大谷桃子（日本）

### クァードシングルス
- 1990年- 未実施
- 1991年- 柿木原龍二　(日本）
- 1992年- 柿木原龍二　(日本）
- 1993年- 小池好一　(日本）
- 1994年- 中川博　(日本)
- 1995年- 中川博　(日本)
- 1996年- 木村禎宏 (日本）
- 1997年- 木村禎宏 (日本）
- 1998年- 大橋和美（日本）
- 1999年- 高島正雄 (日本）
- 2000年- 大橋和美（日本）
- 2001年- 木村禎宏 (日本）
- 2002年 - 小池好一（日本）[8]
- 2003年 - ファン・ツェースァン（台湾）[9]
- 2004年 - ファン・ツェースァン（台湾）
- 2005年 - ファン・ツェースァン（台湾）
- 2006年 - ファン・ツェースァン（台湾）
- 2007年 - 木村禎宏（日本）[10]
- 2008年 - 木村禎宏（日本）
- 2009年 - 川野将太（日本）
- 2010年 - ハッサン・アズマン（マレーシア）
- 2011年 - 川野将太（日本）
- 2012年 - 諸石光照（日本）
- 2013年 - 諸石光照（日本）
- 2014年 - 諸石光照（日本）
- 2015年 - 川野将太（日本）
- 2016年-  川野将太   (日本）
- 2017年-  諸石光照 （日本）
- 2018年-  菅野浩二 （日本）
- 2019年-  菅野浩二 （日本）

## 註
1. ↑  広島県車いすテニス協会 (2003年9月). “広島県車いすテニス協会　沿革 [リンク切れ]”. Peace Cup. 2007年12月12日閲覧。
2. ↑  “支部リポート　Vol.104 「第2回　ひろしまへいわ杯2023」開催”. www.jltf.org.   日本女子テニス連盟. 2025年3月4日閲覧。
3. ↑  広島県理学療法士会, 公益社団法人 (2024年7月11日). “第3回ひろしまへいわ杯車いすテニス大会フィジオサービススタッフの募集について”. 公益社団法人 広島県理学療法士会. 2025年3月4日閲覧。
4. ↑  ITF. “LEE, Ha-Gel (KOR)”. Player biography. 2008年8月18日閲覧。
5. ↑  ITF. “KHANTHASIT, Sakhorn (THA)”. Player biography. 2008年8月18日閲覧。
6. ↑  ITF. “HONG, Young-Suk (KOR)”. Player biography. 2008年8月18日閲覧。
7. ↑  ITF. “HWANG, Myung-Hee (KOR)”. Player biography. 2008年8月18日閲覧。
8. ↑  ITF. “KOIKE, Koichi (JPN)”. Player biography. 2008年8月18日閲覧。
9. ↑  ITF. “HUANG, Tzu-Hsuan (TPE)”. Player biography. 2008年8月18日閲覧。
10. ↑  ITF. “KIMURA, Sadahiro (JPN)”. Player biography. 2008年8月18日閲覧。